# Unreal II: eXpanded MultiPlayer
Unreal II: eXpanded MultiPlayer ou XMP est un add-on pour Unreal 2 réalisé par Legend Entertainment en 2003. Il combine le jeu de tir à la première personne incluant des véhicules de combats avec de la gestion de ressources et du placement tactique. Il est maintenant développé par Free Monkey Interactive pour Unreal Tournament 2004.

## Présentation
XMP est la réponse de Legend Entertainment à une demande massive de la communauté, qui réclamait l'ajout d'un mode multijoueur à Unreal 2.
Ce mod officiel a été publié en décembre 2003 dans une nouvelle version commerciale d'Unreal 2, ainsi que dans une version téléchargeable (de même contenu) pour les joueurs possédant déjà Unreal 2.
Un peu plus d'un mois après la sortie de la version Unreal 2 du mod, Atari a fermé Legend Entertainment. Un studio de développement indépendant, Free Monkey Interactive a alors fait les démarches nécessaires auprès des anciens développeurs, qui détenaient toujours les droits, pour adapter le mod sous UT2004. C'est ainsi que, le 10 décembre 2004, UTXMP (pour Unreal Tournament XMP) est mis à disposition de la communauté et remporte un vif succès.

## Règles dumod

### Système de jeu
XMP est une sorte de fusion entre le CTF et le mode Assaut d'UT2004. Ici, deux équipes se disputent le contrôle de 4 artefacts. Chaque équipe en possède deux au début de la partie et doit parvenir à rassembler l'ensemble dans sa base.

### Énergie et hacking
La principale différence avec les modes de jeu classiques comme le CTF et l'Assaut est l'énergie. Celle-ci est requise pour à peu près tout dans le jeu. Elle sert à enregistrer les artefacts, à activer des tourelles, à poser des mines, etc.
Elle peut être récupérée grâce à la capture de générateurs (généralement 3 par carte) que les joueurs peuvent s'approprier en les piratant. Chaque générateur augmente votre réserve d'un niveau déterminé. À partir de 500 unités, les fonctionnalités (véhicules, tourelles, ...) s'activent toutes les 50 u. À 800 u, l'équipe peut enregistrer les artefacts ennemis.
Le joueur peut aussi pirater des points de déploiement, et des portes (toutes les portes ennemies vous sont fermées). Pour pirater, restez à proximité de l'objectif et appuyez sur « Utiliser ». Vous êtes très vulnérables pendant la manœuvre.

### Points de déploiement
Ce sont des endroits où le joueur peut réapparaître après avoir été tué si aucun autre joueur n'était dans les parages. Capturer ces points permet à l'équipe de mieux s'organiser, et empêche l'équipe adverse de choisir ses positions. Par défaut, le cycle de redéploiement est de 25 secondes (et est indépendant pour chaque point).

### Classes
3 classes sont disponibles dans XMP. Le joueur peut en changer à chaque déploiement.

#### Scout (Ranger)
L'unité légère. Peu de points de vie, mais une vitesse élevée, et la possibilité de soigner ses coéquipiers.
Le scout est armé d'un pistolet, d'un fusil de sniper, de grenades fumigènes, explosives et de packs de santé.

#### Ingénieur (Tech)
L'ingénieur est une classe d'un poids moyen. Il pirate plus vite, répare les armures et peut poser des tourelles et barrières.
Il est armé d'un fusil d'assaut, d'un fusil à pompe, et de grenades EMP, très efficaces contre l'électronique (armures, véhicules...).

#### Tireur (Gunner)
Le tireur est lent, mais puissamment armé et protégé. Il peut aussi poser des pièges et rendre des munitions à ses coéquipiers.
Il est armé d'un lance-roquettes, d'un lance-flammes, de grenades au napalm et à concussion, et de packs de munitions.

### Véhicules
XMP ajoute 3 véhicules au jeu.

#### Raptor
Un buggy léger et rapide, mais avec peu de points de dégâts. Il est armé d'une tourelle, et de lames rotatives à l'avant qui assurent la mort des joueurs écrasés.

#### Harbringer
Armure moyenne, vitesse moyenne, le Harbringer un haut véhicules à trois places : un conducteur et deux tireurs (canon EMP, lance-roquettes). Son centre de gravité élevé fait qu'il aura parfois tendance à se retourner.

#### Juggernaut
Un tank ou le conducteur a à sa disposition un lance-flammes et le tireur, un mortier puissant.

### Pièges, tourelles et barricades
L'ingénieur a la possibilité de poser des tourelles Minigun (des sulfateuses) et lance-roquettes, ainsi que des champs de forces qui bloqueront les unités ennemies (si celles-ci ne les détruisent pas). Les tourelles sont faibles, mais placées dans des angles morts, elles peuvent être mortelles pour un ennemi qui devra essuyer un tir croisé.
Le tireur peut poser des mines antipersonnel (activées quand quelqu'un marche dessus) et des mines laser (activées quand quelqu'un franchit le rayon). Elles peuvent être détruites par des tirs ennemis.

## Accueil
| Expanded Multiplayer |      |       |
| Média                | Nat. | Notes |
| GameSpot             | US   | 79 %  |
| IGN                  | US   | 80%   |